# Група 14 періодичної системи елементів
| H  |    |    |    |    |    |    |    |    |    |    |    |     |    |     |     |     | He  |  |
| Li | Be |    |    |    |    |    |    |    |    |    |    | B   | C  | N   | O   | F   | Ne  |  |
| Na | Mg |    |    |    |    |    |    |    |    |    |    | Al  | Si | P   | S   | Cl  | Ar  |  |
| K  | Ca | Sc | Ti | V  | Cr | Mn | Fe | Co | Ni | Cu | Zn | Ga  | Ge | As  | Se  | Br  | Kr  |  |
| Rb | Sr | Y  | Zr | Nb | Mo | Tc | Ru | Rh | Pd | Ag | Cd | In  | Sn | Sb  | Te  | I   | Xe  |  |
| Cs | Ba | *  | Hf | Ta | W  | Re | Os | Ir | Pt | Au | Hg | Tl  | Pb | Bi  | Po  | At  | Rn  |  |
| Fr | Ra | ** | Rf | Db | Sg | Bh | Hs | Mt | Ds | Rg | Cn | Uut | Fl | Uup | Uuh | Uus | Uuo |  |
| -- | -- | -- | -- | -- | -- | -- | -- | -- | -- | -- | -- | --- | -- | --- | --- | --- | --- |  |
|    |    |    |    |    |    |    |    |    |    |    |    |     |    |     |     |     |     |  |
|    |    | *  | La | Ce | Pr | Nd | Pm | Sm | Eu | Gd | Tb | Dy  | Ho | Er  | Tm  | Yb  | Lu  |  |
|    |    | ** | Ac | Th | Pa | U  | Np | Pu | Am | Cm | Bk | Cf  | Es | Fm  | Md  | No  | Lr  |  |

| Група 14 періодичної таблиці |

Група 14 періодичної системи елементів — група хімічних елементів, до якої належать хімічні елементи Карбон (C), Силіцій (Si), Германій (Ge), Станум (Sn), Плюмбум (Pb) та Флеровій (Fl). За старою класифікцією («коротка форма» періодичної системи) групу 14 називали групою IVB (у США — групою IVA), основною підгрупою четвертої групи, підгрупою вуглецю або підгрупою карбону. У фізиці напівпровідників досі елементи групи 14 називають елементами IV групи.
Прості речовини групи 14 мають традиційні назви: вуглець (вуглець має багато алотропних модифікацій, зокрема, алмаз, графіт), кремній, германій, олово, свинець, флеровій.
Усі елементи групи, крім Флеровію, розповсюджені в природі. Флеровій отриманий штучно і не має стабільних ізотопів.

## Пряма візуалізація

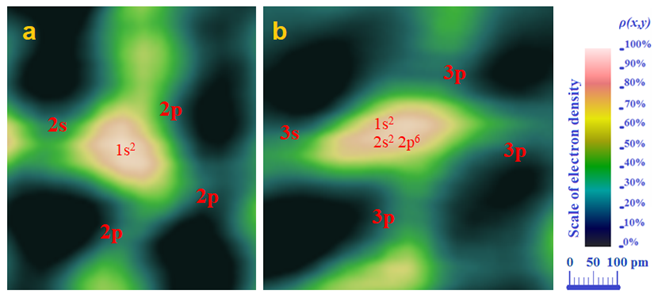
Пікоскопічні зображення елементів 4А групи: а) вуглець; b) кремній.

Пікоскопічні зображення елементів 4А групи отримані шляхом денситометрії електронної хмарки: а) атом вуглецю в аморфному стані з рожевою внутрішньою оболонкою у формі атома гелію [He] та чотирма зеленими зовнішніми валентними електронами 2s 2p³; b) атом кремнію в аморфному стані з рожевою внутрішньою оболонкою у формі атома неону [Ne] та чотирма зеленими зовнішніми валентними електронами 3s 3p³.

## Хімічні властивості
Усі елементи групи мають 4 електрони на валентній оболонці, один на s- і три на p-орбіталях, відповідно до правила Хунда. Це пояснює багатий спектр хімічних властивостей.
| Z   | Елемент  | Число електронів на оболонці |
| --- | -------- | ---------------------------- |
| 6   | Карбон   | 2, 4                         |
| 14  | Силіцій  | 2, 8, 4                      |
| 32  | Германій | 2, 8, 18, 4                  |
| 50  | Станум   | 2, 8, 18, 18, 4              |
| 82  | Плюмбум  | 2, 8, 18, 32, 18, 4          |
| 114 | Флеровій | 2, 8, 18, 32, 32, 18, 4      |

Елементи групи здебільшого утворюють ковалентні зв'язки. Карбон може приймати електрони, утоворюючи карбіди, в яких його ступінь окиснення −4. Силіцій та Германій — металоїди й можуть утворювати сполуки зі ступенем окиснення +4. Станум та Плюмбум — метали, вони можуть утворювати сполуки зі ступенем окиснення +2.
Хімічні властивості Карбону надзвичайно багаті. Вивченню сполук Карбону присвячена окрема галузь хімії: органічна хімія.

## Біологічна роль та токсичність
Карбон — центральний елемент у хімії життя. Вивчення ролі Карбону в біологічних речовинах є однією із головних задач біохімії.
На противагу, роль інших елементів групи в біології незначна. Токсичність елементів групи збільшується із зростанням атомного номера елемента. Особливу токсичність має Плюмбум.

## Фотографії

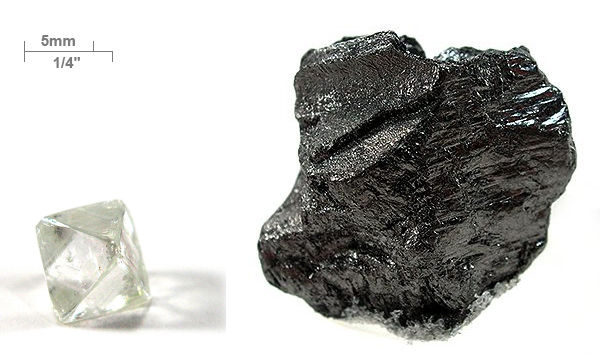
Дві кристалічні форми карбону: алмаз та графіт
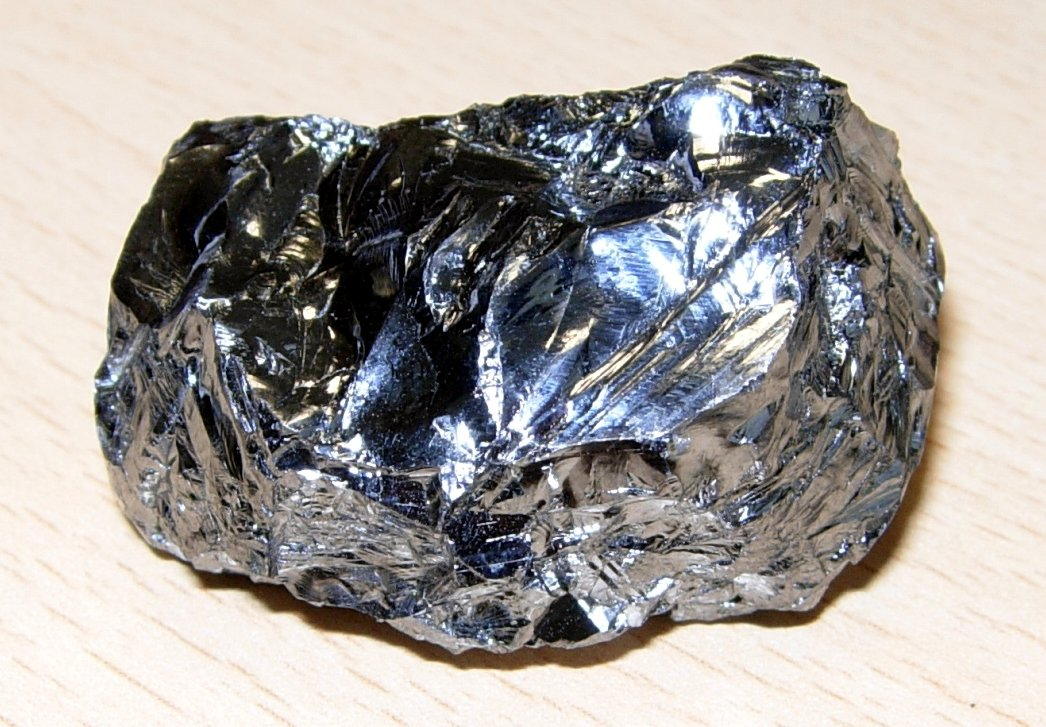
Очищений Кремній
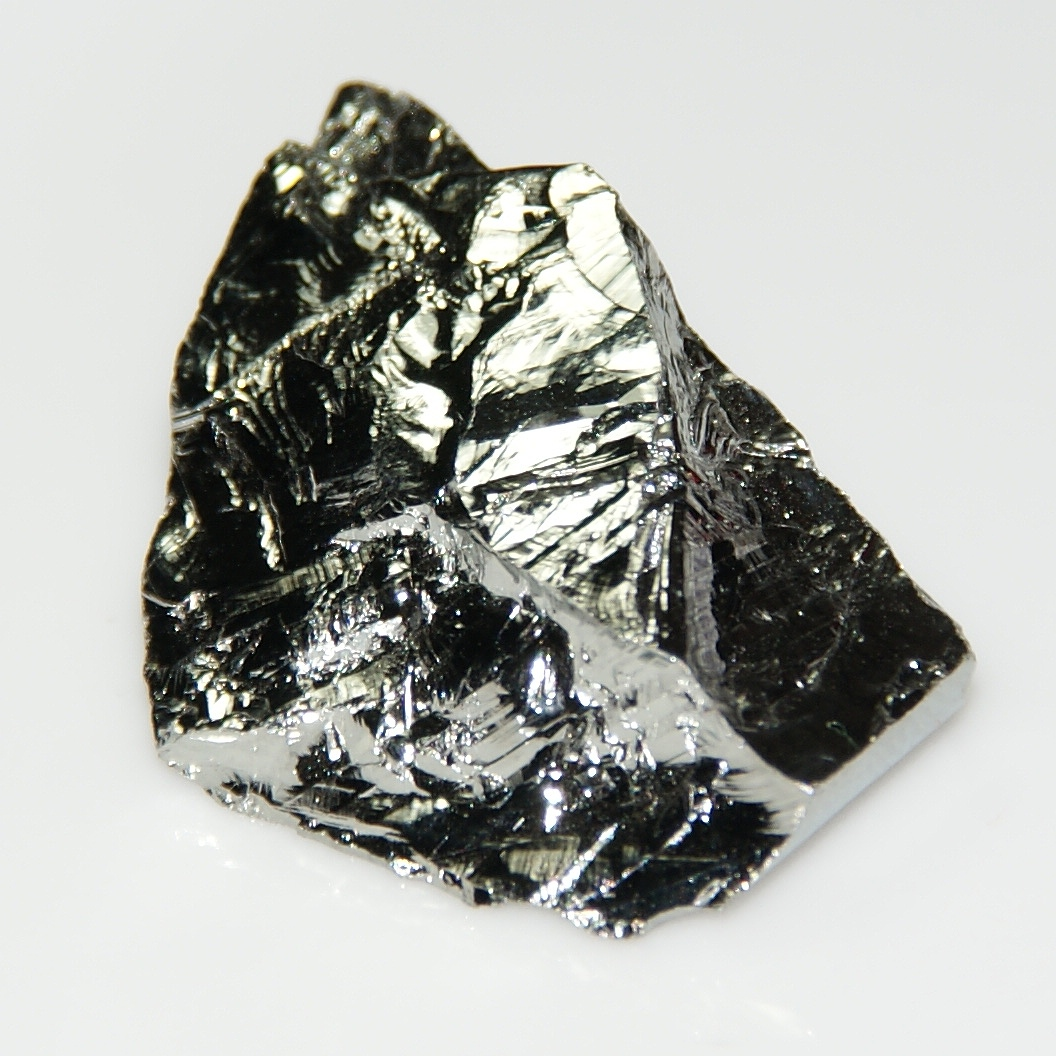
12 грамів полікристалічного германію, 2*3 см
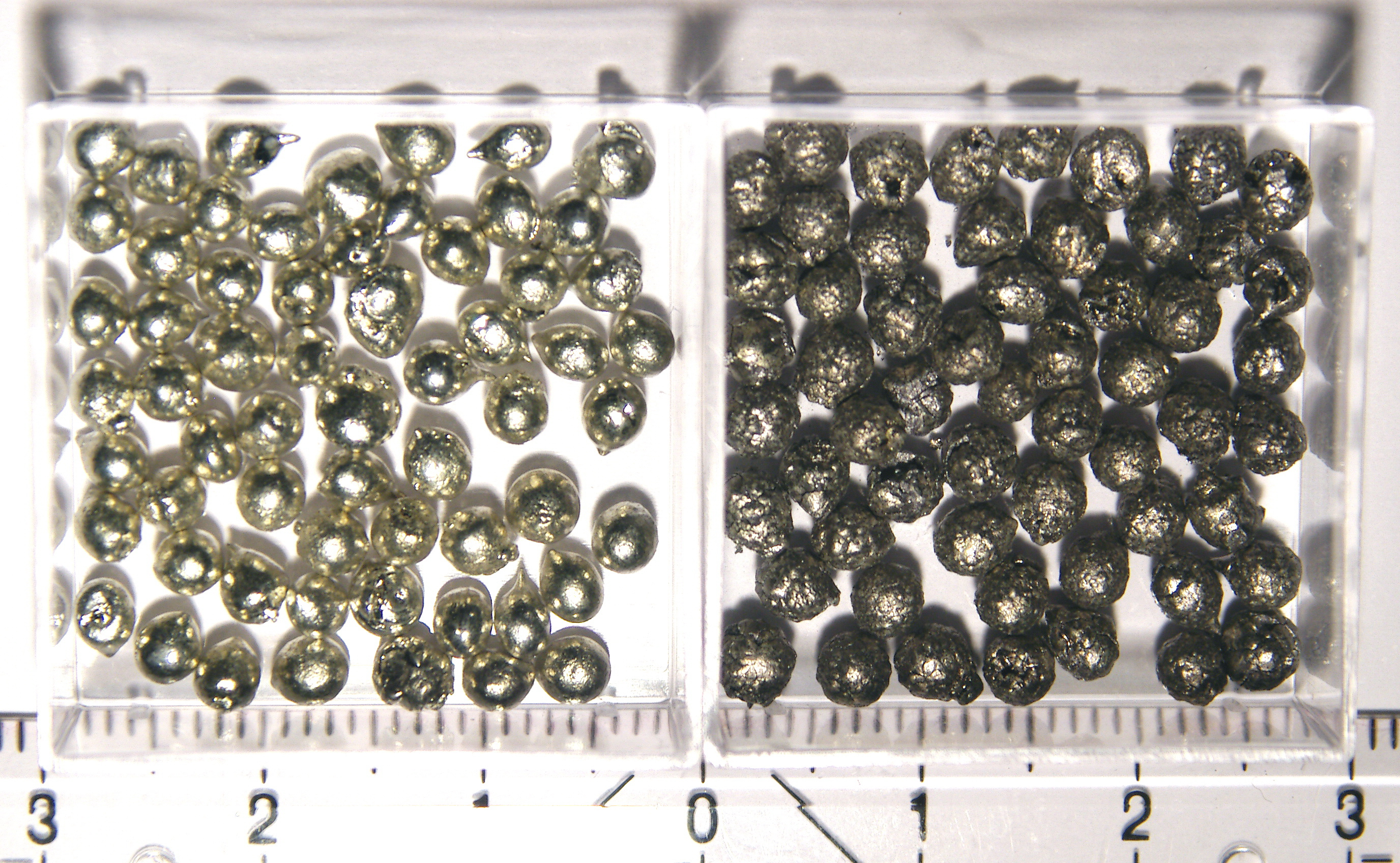
Олово з чистотою 99,999% = 5N, алотропні форми: альфа (ліворуч) і бета (праворуч).
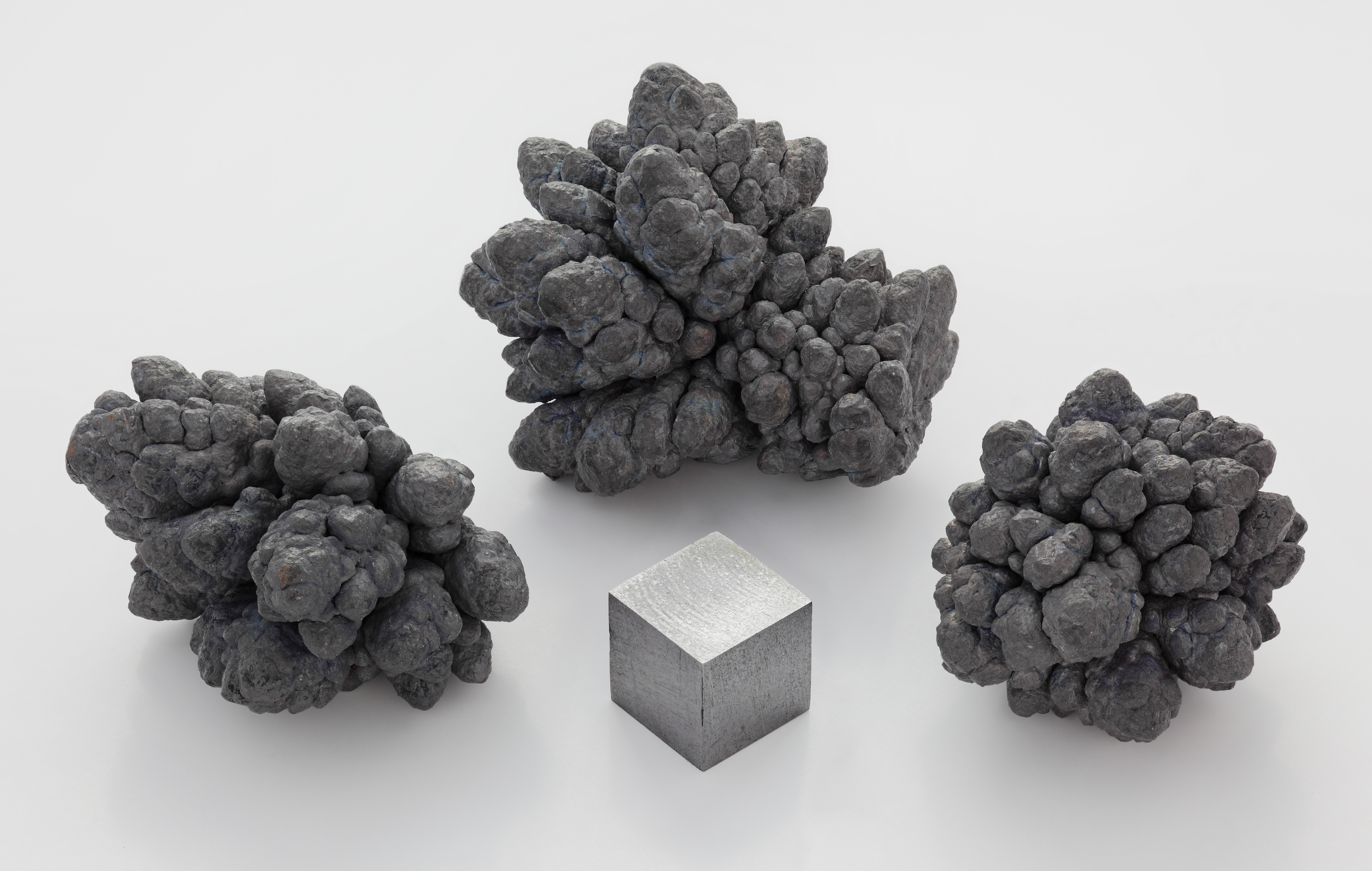
Електролітично очищений вузловий свинець з поверхневим окисленням і для порівняння 1 см³ свинцю